# Coriolano Bozzo
Coriolano Bozzo (fl. XIX-XX secolo) è stato un nuotatore italiano.

## Carriera
Iscritto alla Rari Nantes Genova dal 1895 al 1901, vinse il Campionato italiano del miglio marino nel 1899 con il tempo di 39'28"; si confermò anche nel 1901, con 33'45".

## Palmarès

### Campionati italiani
2 titoli individuali
- 2 nel miglio

| Anno | Edizione | miglio |
| ---- | -------- | ------ |
| 1899 | Assoluti | 1      |
| 1901 | Assoluti | 1      |

## Curiosità
Il suo nome è strettamente legato al paese di Pieve Ligure, in Provincia di Genova, dove era conosciuto come ö Piccin de Luigia (il piccolo di Luigia) e dove è presente una strada a suo nome. Era il figlio minore di una famiglia di naviganti, distrutta da un naufragio dove il padre Davide, il fratello maggiore, lo zio e i cugini persero la vita. Per questo motivo non prese mai il mare per volere della madre; questo molto probabilmente contribuì alla formazione del Coriolano Bozzo nuotatore.
Si dice che per allenarsi percorreva a nuoto il percorso Pieve Ligure - Punta Chiappa - Porto di Genova. 
Gli anziani del paese (?) raccontano fosse in grado di fare il bagno con qualunque mare, a tal punto che veniva richiesto per il recupero di barche portate via dalla mareggiata.